# Антипинский (Свердловская область)
Антипинский — посёлок в муниципальном округе Карпинск Свердловской области России.

## Географическое положение
Посёлок Антипинский расположен в 10 километрах к северо-западу от города Карпинска (по автодороге — в 11 километрах), в лесной местности, на правом берегу реки Антипинский Исток (бассейн Турьи), напротив устья левого притока — реки Белой.

## Население
| 2002 | 2010 |
| ---- | ---- |
| 53   | ↘46  |

Структура
По данным Всероссийской переписи населения 2002 года, национальный состав посёлка Антипинского следующий: русские — 70 %, татары — 28 %. По данным переписи населения 2010 года, в посёлке проживали 23 мужчины и 23 женщины.